# UCP2
线粒体解偶联蛋白2是一种在人类中由UCP2基因编码的蛋白。线粒体解偶联蛋白是线粒体阴离子载体蛋白大家族的成员。UCP通过将线粒体膜电位耗散为热量（也称为线粒体质子泄漏），从而将氧化磷酸化与ATP合成分离或分离。UCP促进阴离子从线粒体内膜转移到线粒体外膜，并促进质子从线粒体外膜返回到线粒体内膜。